# (6228) Yonezawa
(6228) Yonezawa ist ein Asteroid des Hauptgürtels, der am 17. Januar 1982 vom japanischen Astronomen Toshimasa Furuta an der Sternwarte in Tokai (IAU-Code 879) in der Präfektur Aichi entdeckt wurde.
Der Asteroid gehört zur Eunomia-Familie, einer nach (15) Eunomia benannten Gruppe, zu der vermutlich fünf Prozent der Asteroiden des Hauptgürtels gehören.
Der Himmelskörper wurde am 9. Mai 2001 nach der japanischen Stadt Yonezawa in der Präfektur Yamagata benannt, die in der Edo-Zeit lange für ihre Stoffe aus Seide, Yonezwa-ori (米沢織) genannt, und heute für ihr Rindfleisch Yonezawa-Gyū bekannt ist.